# Pneumatyczne działo dynamitowe

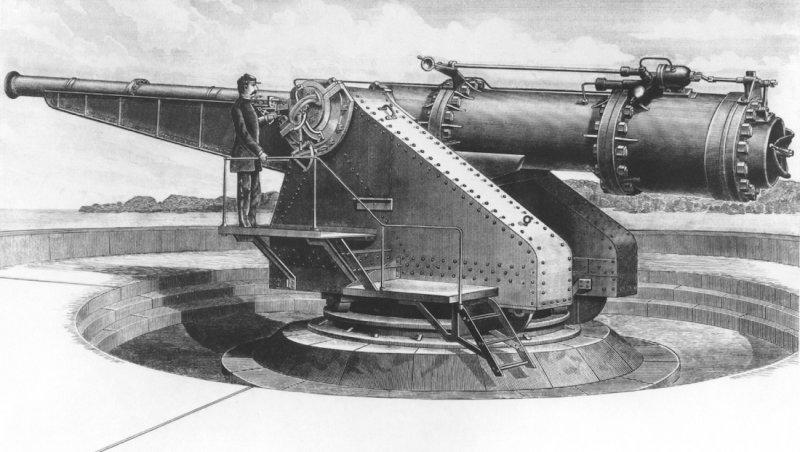
Lądowe pneumatyczne działo dynamitowe Zalinskiego w forcie

Pneumatyczne działo dynamitowe (Pneumatic Dynamite Gun) – armata pneumatyczna opracowana w 1894 przez amerykańskiego wynalazcę polskiego pochodzenia, kapitana armii amerykańskiej Edmunda Zalinskiego.

## Geneza

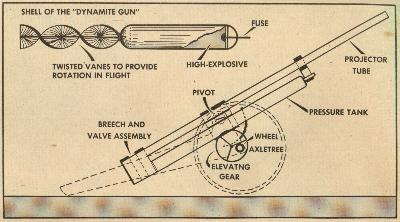
Diagram pneumatycznego działa dynamitowego Zalinskiego

Jednym z problemów postawionych przed wynalazcami pod koniec XIX wieku było opracowanie skutecznego systemu artyleryjskiego do strzelania pociskami zawierającymi ładunek wybuchowy. Niektóre używane wówczas ładunki były bardzo wrażliwe na nagłe przyspieszenie i „szok” wywierany na pociski w momencie wystrzału, co często powodowało przedwczesną detonację pocisków. Kapitan Zalinski zaproponował pneumatyczny system działający na podobnej zasadzie jak wiatrówka: do wystrzelenia pocisku wykorzystywane było sprężone powietrze. Wadą takiego systemu był mały zasięg wystrzeliwanych pocisków mocno uzależniony od ciśnienia wytworzonego przez specjalne silniki, tak więc pneumatyczne działa dynamitowe mogły być montowane tylko na okrętach, albo w fortach, gdzie możliwe było przygotowanie odpowiedniego zaplecza technicznego.

## Lądowe działa pneumatyczne

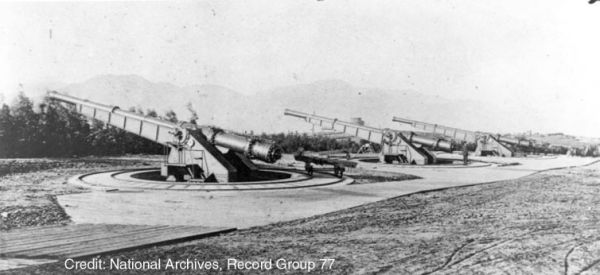
Bateria pneumatycznych dział dynamitowych Zalinskiego w forcie

W 1894 armatami Zalinskiego zainteresowała się United States Army wykorzystując je jako artylerię nadbrzeżną. Pierwsze armaty pneumatyczne zostały zainstalowane w forcie Sandy Hook w New Jersey w tym samym roku, była to trzydziałowa bateria kalibru 15 cali (381 mm). W 1895 podobną baterię zainstalowano w Fort Winfield Scott w Kalifornii, a do 1898 podobne baterie zainstalowano w portach Nowego Jorku i San Francisco. Trzy lata później powstały następne instalacje na Fishers Island w Nowym Jorku oraz Hilton Head w Karolinie Południowej. Armaty umieszczono na obracanych platformach, a do wytworzenia ciśnienia wykorzystywano specjalne silniki parowe. Wadą był mały zasięg wystrzeliwanych pocisków, który wynosił maksymalnie około 4600 metrów. W 1904 wszystkie lądowe wersje armat pneumatycznych zezłomowano.

## Morskie działa pneumatyczne

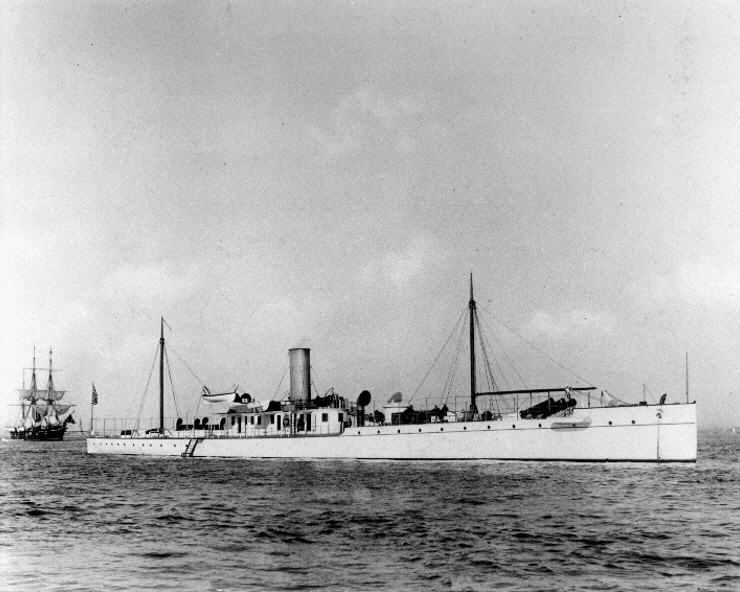
Krążownik dynamitowy „USS Vesuvius” uzbrojony w działa pneumatyczne Zalinskiego

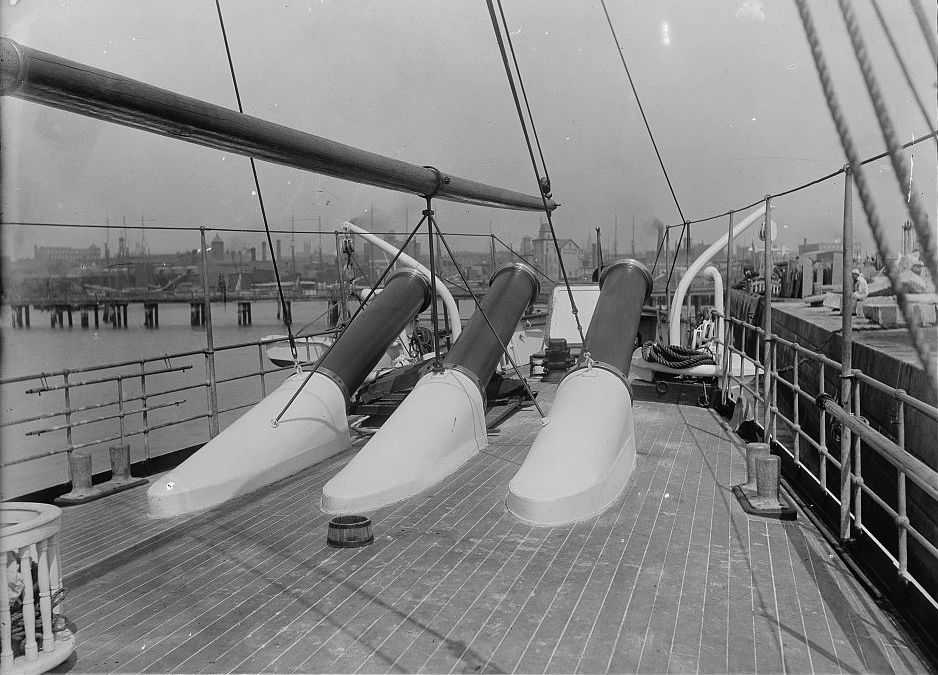
Trzy działa pneumatyczne Zalinskiego na „USS Vesuvius”

W 1900 armatami Zalinskiego zainteresowała się United States Navy i potrójna armata pneumatyczna została zainstalowana na „USS Vesuvius”. Działa były zainstalowane nieruchomo i aby nimi celować należało obracać cały okręt, w celu zmiany odległości strzału regulowano ciśnienie powietrza. Poważną wadą dział był ich ograniczony zasięg maksymalny, który wynosił zaledwie 1,5 mili morskiej (około 2,7 km). W czasie wojny amerykańsko-hiszpańskiej „USS Vesuvius” wziął udział w ostrzeliwaniu instalacji naziemnych w Santiago, pierwsza z tych nocnych akcji miała miejsce 13 czerwca 1898. Ostrzał „Vesuviusa” był zaskoczeniem dla hiszpańskich żołnierzy, cytując Dictionary of American Naval Fighting Ships: 

pociski eksplodowały bez ostrzeżenia, bez normalnie im towarzyszącego ryku artylerii.

W pneumatyczne działo Zalinskiego uzbrojony został także opracowany przez niego i Johna Hollanda okręt podwodny „Holland IV” (znana także jako „Zalinski Boat”).